# Tjilik Riwut Airport
Tjilik Riwut Airport (engelska: Panarung Airport, indonesiska: Bandar Udara Tjilik Riwut) är en flygplats i Indonesien.   Den ligger i provinsen Kalimantan Tengah, i den västra delen av landet, 900 km nordost om huvudstaden Jakarta. Tjilik Riwut Airport ligger 13 meter över havet.
Terrängen runt Tjilik Riwut Airport är mycket platt.  Trakten runt Tjilik Riwut Airport är nära nog obefolkad, med mindre än två invånare per kvadratkilometer. Närmaste större samhälle är Palangkaraya, 3,8 km väster om Tjilik Riwut Airport. Runt Tjilik Riwut Airport är det i huvudsak tätbebyggt.